# Aristida patula
Aristida patula là một loài thực vật có hoa trong họ Hòa thảo. Loài này được Chapm. ex Nash mô tả khoa học đầu tiên năm 1896.